# Calera Chica
Calera Chica es una localidad del estado mexicano de Morelos. Es parte del municipio de Jiutepec. Fue fundada el 11 de julio de 1956.

## Demografía
| Gráfica de evolución demográfica |
|                                  |

| Censo | Población |
| ----- | --------- |
| 1960  | 396       |
| 1970  | 1221      |
| 1980  | 2821      |
| 1990  | 3333      |
| 2000  | 4629      |
| 2010  | 5392      |
| 2020  | 6006      |